# Utricularia macrocheilos
Utricularia macrocheilos är en tätörtsväxtart som först beskrevs av Peter Geoffrey Taylor, och fick sitt nu gällande namn av Peter Geoffrey Taylor. Utricularia macrocheilos ingår i släktet bläddror, och familjen tätörtsväxter. Inga underarter finns listade i Catalogue of Life.